# 다치야자와촌
다치야자와촌(立谷沢村)은 야마가타현 히가시타가와군에 설치되었던 촌이다.